# Університет Лідса
Університет Лідса (англ. University of Leeds) — один з найбільших університетів Великої Британії, близько 7500 постійних співробітників і 32 тис. очних студентів. Він входить до першої десятки британських університетів як за обсягом науково-дослідної роботи, так і за кількістю студентів. Кампус університету розташований безпосередньо поряд із центром Лідса.

## Історія
Створення університету тісно пов'язане з розвитком Лідса як центру текстильного і промислового виробництва у Вікторіанську епоху. До XIX століття у Великій Британії існувало чотири університети: в Оксфорді, Кембриджі, Лондоні та Даремі. Крім географічних обмежень, ці університети були відкриті лише членам англіканської церкви. У відповідь у Лідсі, а також Ліверпулі та Манчестері з'явилися вищі заклади, розташовані в індустріальних районах і вільні від конфесійних обмежень.
У 1831 році в Лідсі була відкрита Школа медицини. Потім у 1874 році з'явився Йоркширський науковий коледж, у якому викладалися експериментальна фізика, математика, геологія, гірнича справа, хімія, включаючи хімію барвників (предмет вагомий для центру текстильного виробництва). У 1887 році Коледж був об'єднаний зі Школою Медицини. У наступному 1888 році Йоркширський коледж приєднався до федерального університету Королеви Вікторії спільно з подібними закладами в Ліверпулі й Манчестері. У 1904 році за наказом короля Едуарда VIII відділення в Лідсі було перетворено у власне Університет Лідса.

## Сучасний статус
Наразі Лідський університет є одним з найкращих навчальних закладів у Великій Британії, лідирує в таких областях як електроніка, виробництво харчових продуктів, міське планування і транспорт, хімія барвників, викладання англійської та іноземних мов.
У Лідському університеті викладали Вільям Брегг, Джон Руел Толкін, Джеффрі Гілл. Серед випускників Джефф Гун (міністр оборони), Родерік Лайн (британський посол), Марк Нопфлер (гітарист), Джек Стро (міністр закордонних справ), Воле Шоїнка (Нобелівський лауреат з літератури), Пірс Селлерс (астронавт).